# Målsägandebrott
Målsägandebrott är brott som endast får åtalas av målsäganden, inte allmän åklagare. I den svenska Brottsbalken är endast brotten förtal och förolämpning ett målsägandebrott. I Finland är något fler brott målsägandebrott, bland annat hemfridsbrott och ärekränkning.